# Rennrodel-Juniorenweltmeisterschaften 1982
Die 1. Juniorenweltmeisterschaft im Rennrodeln wurde im Januar 1982 in der US-amerikanischen Stadt Lake Placid ausgetragen. In den Einzeldisziplinen wurden am 22. Januar jeweils drei Läufe durchgeführt, wegen schwerer Schneestürme wurde auf den vierten Einzellauf am 23. Januar verzichtet. An den Wettkämpfen nahmen Sportlerinnen und Sportler aus der Deutschen Demokratischen Republik, der Sowjetunion, den Vereinigten Staaten, Kanada, Japan, Österreich, der Bundesrepublik Deutschland, Schweden und Italien teil. Das Starterfeld im Einsitzer der Junioren umfasste 32 Teilnehmer, am Wettbewerb im Einsitzer der Juniorinnen nahmen 20 Starterinnen teil.

## Ergebnisse

### Einsitzer der Juniorinnen
| Rang | Sportlerin       | Nationalität                                                | Endzeit     |
| ---- | ---------------- | ----------------------------------------------------------- | ----------- |
| 1    | Jelena Buslajewa | Sowjetunion                                                 | 1:57,02 min |
| 2    | Christiane König | Deutsche Demokratische Republik (ASK Vorwärts Oberhof)      | 1:57,53 min |
| 3    | Martina Kühmel   | Deutsche Demokratische Republik (ASK Vorwärts Oberhof)      | 1:57,69 min |
|      |                  |                                                             |             |
| 7    | Jutta Garbe      | Deutsche Demokratische Republik (SC Traktor Oberwiesenthal) | 1:58,29 min |
| 8    | Cerstin Schmidt  | Deutsche Demokratische Republik (SC Traktor Oberwiesenthal) | 1:58,73 min |

### Einsitzer der Junioren
| Rang | Sportler              | Nationalität                                                | Endzeit     |
| ---- | --------------------- | ----------------------------------------------------------- | ----------- |
| 1    | Hans-Joachim Schurack | Deutsche Demokratische Republik (ASK Vorwärts Oberhof)      | 1:54,61 min |
| 2    | Torsten Görlitzer     | Deutsche Demokratische Republik (SC Traktor Oberwiesenthal) | 1:55,40 min |
| 3    | Franz Lechleitner     | Österreich                                                  | 1:55,59 min |
|      |                       |                                                             |             |
| 6    | Jörg Hoffmann         | Deutsche Demokratische Republik (ASK Vorwärts Oberhof)      | 1:56,01 min |
| 7    | Jochen Pietzsch       | Deutsche Demokratische Republik (ASK Vorwärts Oberhof)      | 1:56,04 min |

### Doppelsitzer der Junioren
| Rang | Sportler                        | Nationalität                                           | Endzeit |
| ---- | ------------------------------- | ------------------------------------------------------ | ------- |
| 1    | Jörg Hoffmann Jochen Pietzsch   | Deutsche Demokratische Republik (ASK Vorwärts Oberhof) |         |
| 2    | Michael Schäder Frank Trebeß    | Deutsche Demokratische Republik (ASK Vorwärts Oberhof) |         |
| 3 1  | Siegfried Federer Günther Huber | Italien                                                |         |

### Medaillenspiegel
| Rang | Nation                          | Gold | Silber | Bronze | Gesamt |
| ---- | ------------------------------- | ---- | ------ | ------ | ------ |
| 1    | Deutsche Demokratische Republik | 2    | 3      | 1      | 6      |
| 2    | Sowjetunion                     | 1    | 0      | 0      | 1      |
| 3    | Italien Österreich              | 0    | 0      | 1      | 1      |